# Sebastián Acuña
Pour les articles homonymes, voir Acuña.
Acuña  Sánchez est un nom espagnol. Le premier nom de famille, en général paternel, est Acuña ; le second, en général maternel, souvent omis, est Sánchez.
Carlos Sebastián Acuña Sánchez, né le 14 avril 2002, à Asuncion, est un coureur cycliste paraguayen.

## Biographie
Sebastián Acuña est originaire d'Asuncion, la capitale du Paraguay. Il participe à des compétitions cyclistes dans son pays natal, mais aussi au Brésil et en Argentine. Bon rouleur, son palmarès compte divers titres de champion national, chez les juniors et les espoirs. 
En juillet 2024, il s'impose sur le Giro de Hernandarias, une course par étapes du calendrier paraguayen.  

## Palmarès et résultats

### Palmarès par année
- 2019
  -  Champion du Paraguay sur route juniors
  -  Champion du Paraguay du contre-la-montre juniors
- 2020
  -  Champion du Paraguay sur route juniors
  -  Champion du Paraguay du contre-la-montre juniors
- 2021
  -  Champion du Paraguay du contre-la-montre espoirs
  - 4e étape du Giro de Hernandarias
  - 3e du championnat du Paraguay sur route espoirs
- 2022
  -  Champion du Paraguay sur route espoirs
  -  Champion du Paraguay du contre-la-montre espoirs
- 2023
  -  Champion du Paraguay du contre-la-montre espoirs
  - Grande Prémio Cascavel
- 2024
  -  Champion du Paraguay sur route espoirs
  -  Champion du Paraguay du contre-la-montre espoirs
  - Giro de Hernandarias :
    - Classement général
    - 2ea étape

  - 2e du championnat du Paraguay sur route
- 2025
  - 2e du championnat du Paraguay du contre-la-montre
  - 2e du championnat du Paraguay sur route

### Classements mondiaux
| Année            | 2021 | 2022 | 2023 |
| ---------------- | ---- | ---- | ---- |
| UCI America Tour | 137e | 201e | 187e |